# Hangtan
A hangtan a nyelvészet azon szakterületeinek összefoglaló elnevezése, amelyek az emberi nyelv hangzó megjelenésének tanulmányozásával foglalkoznak. Két, egymással szoros összefüggésben lévő fő ága a fonetika és a fonológia. A nyelvtanok általában egyetlen fejezetben tárgyalják őket. Több nyelvben nem is létezik összefoglaló elnevezés a két területre, hanem csak a fonetika és a fonológia szó jelentései.

## Fonetika
A fonetika a beszédhangokat egymástól függetlenül, azok akusztikai megjelenését, képzését, sajátosságait vizsgálja. Általában három részterületét szokás megkülönböztetni:
- akusztikus fonetika, amely a hangfolyam objektív, a hangforrástól függetlenül megfigyelhető sajátosságaival, a beszédhangok fizikai törvényszerűségeivel foglalkozik;
- artikulációs fonetika, amely a beszédhangokat képzésük (artikulációjuk), keletkezésük oldaláról vizsgálja; valamint a
- percepciós fonetika, amely azt kutatja, hogy a kiejtett beszédhangokat hogyan érzékeli a hallgató.

E három különböző értékelési szempont azonban egymástól elválaszthatatlan, hiszen az ember különös képessége, hogy a beszédhangokról szerzett akusztikus benyomás alapján igen nagy pontossággal képes rekonstruálni, hogy az adott beszédhang hogyan keletkezett, s így megtanulni annak pontos kiejtését.

## Fonológia
A fonológia, más néven fonematika vagy funkcionális hangtan a fonetikával ellentétben a beszédhangokat nem önmagukban vizsgálja, hanem azoknak a nyelvben betöltött jelentésmegkülönböztető szerepével, vagyis a nyelvek fonémakészletével, a fonémák előfordulásának törvényszerűségeivel, nem megkülönböztető jellegű ejtésváltozataival (allofónjaival) foglalkozik.
A fonológia legalapvetőbb eleme a fonéma, vagyis olyan beszédhang, amely képes szavak jelentésének a megkülönböztetésére. Minden nyelvre, nyelvváltozatra jellemző a fonémakészlete, tehát azoknak a beszédhangoknak a száma, amelyek megkülönböztetésre képesek. Egy fonémának azonban lehetnek a hangkörnyezettől (és egyéb tényezőktől) függően olyan kiejtési változatai, amelyek nem képesek szavak jelentésének megkülönböztetésére; ezeket az ejtésváltozatokat allofónoknak nevezzük. Előfordulhat az, hogy két különböző beszédhang az egyik nyelvben két különböző fonéma is, de egy másikban csak egyetlen fonémának az ejtésváltozata. Például a magyarban a bár és a vár szavak szókezdő mássalhangzói, a b és a v két különböző hang, amely által a szó jelentése megváltozik, tehát két eltérő fonémáról beszélünk; a b és a v hangok ugyanígy léteznek a spanyolban is, azonban mivel ugyanabban a hangkörnyezetben csak az egyikféle kiejtés fordulhat elő, ezért a spanyolban a b és a v nem két eltérő fonéma, hanem csak egy fonémának az ejtésváltozatai: a tubo ’cső’ és tuvo ’neki volt’ szavak kiejtése egyaránt [tuvo], míg a botar ’pattog’ és votar ’szavaz’ szavaké pedig egyaránt [botar]. Megfigyelhető tehát, hogy a szó elején kiejtésben csak a b, míg magánhangzók között csak a v hang fordulhat elő, így jelentések megkülönböztetésére a beszédben nem alkalmasak.